# Provincia de Alajuela
Alajuela es la provincia número 2 de Costa Rica, localizada en la parte septentrional del país. Limita al norte con la República de Nicaragua, al oeste con la Provincia de Guanacaste, al suroeste con la Provincia de Puntarenas, al sur con la Provincia de San José, y al este con la Provincia de Heredia. Conocida popularmente como “La Capital del Mundo”. Posee una superficie de 9753 km², lo que la convierte en la tercera más extensa de Costa Rica por detrás de Guanacaste y por delante de la Provincia de Limón. Está dividida en 16 cantones y 113 distritos. Su cabecera es Alajuela, la segunda ciudad más poblada de todo el país, ubicada a 16 km de la capital nacional, San José.
Según el Instituto Nacional de Estadística y Censos (INEC), la población total de la provincia de Alajuela, para el 2018 es de 1 002 917 habitantes. El 60,7 % de la población es considerada como población urbana. La provincia posee un alfabetismo del 97,0 %, una escolaridad promedio de 7,9 años y un 10.4 % de la población está compuesta por inmigrantes, principalmente provenientes de la vecina Nicaragua. La parte más poblada de la provincia se encuentra en el sur, además de la ciudad de la Alajuela, en ciudades como San Ramón, Palmares y Grecia, sin embargo, la segunda ciudad más poblada de la provincia, Quesada, se encuentra en el norte. 
El territorio de la provincia es predominantemente llano en el norte, limitado al sur y al oeste por las cordilleras Volcánica Central y de Guanacaste, respectivamente. Tres importantes cimas volcánicas del país, el volcán Poás, el volcán Arenal y el volcán Rincón de la Vieja, se encuentran en su territorio. La provincia cuenta con cuatro parques nacionales y una reserva indígena en Guatuso, habitada por la etnia maléku. Las llanuras norteñas son producto de sedimentación aluvial y deslizamientos de las cordilleras volcánicas, lo que hace sus terrenos muy fértiles. Los principales productos agrícolas son café, flores, hortalizas, caña de azúcar, tabaco, frutas y cacao. Las vastas llanuras de San Carlos y Los Guatusos también hacen propicia la actividad ganadera. Los red hidrográfica de Alajuela está compuesta por las cuencas de los ríos San Carlos, Frío y parte de la del Sarapiquí, cuyas aguas se utilizan para el riego, la actividad agropecuaria, la pesca y la producción de energía hidroeléctrica. En la economía de la provincia predomina el sector terciario y de servicios, con numerosos parques industriales. El Aeropuerto Internacional Juan Santamaría, el principal del país, se ubica en la ciudad de Alajuela.

## Historia

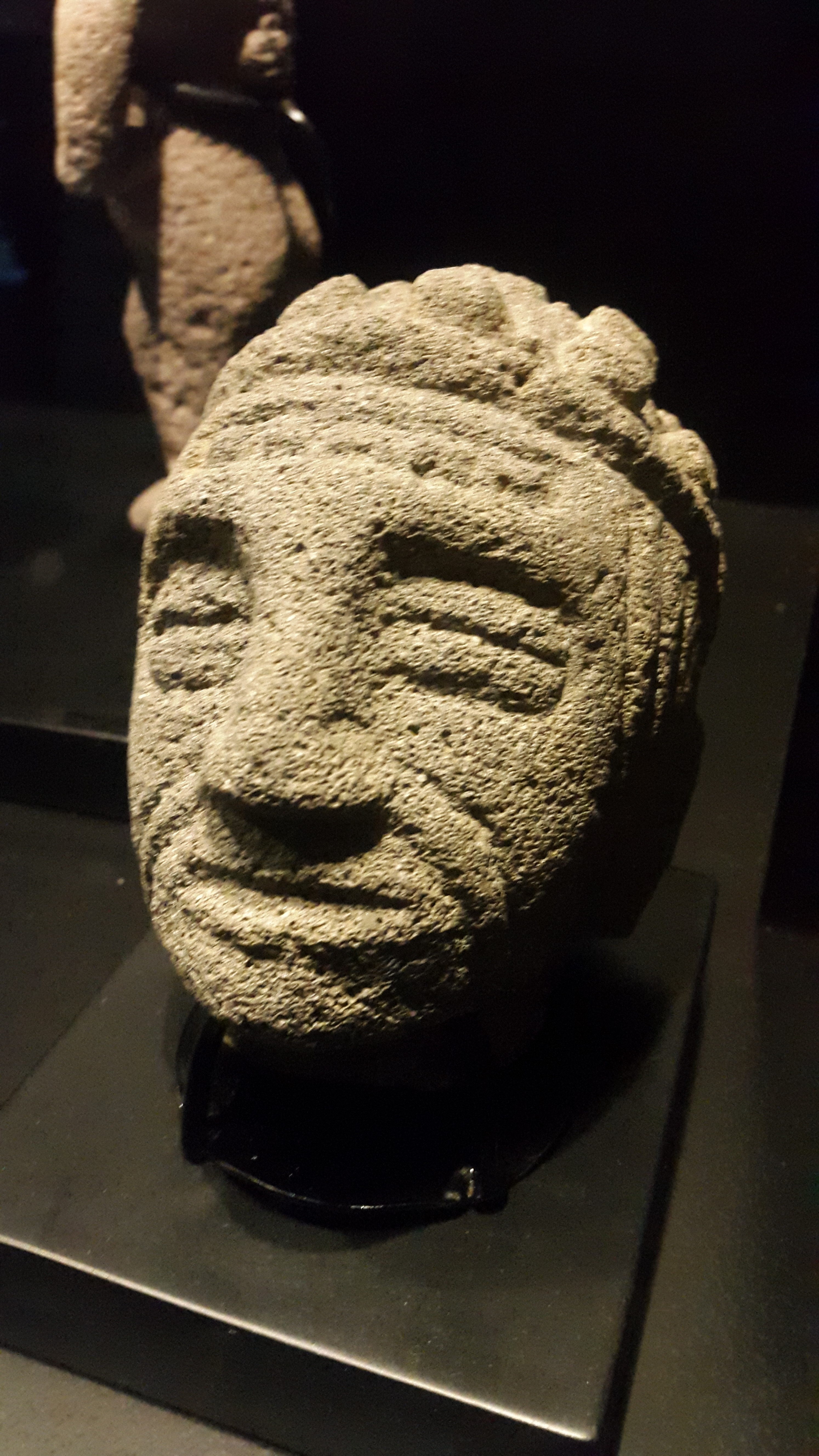
Cabeza-trofeo de la región Central de Costa Rica. Los huetares se caracterizaron por su arte en la estatuaria de piedra volcánica.

Originalmente la región estuvo habitada por pueblos indígenas como los huetares y los botos. En la parte norte por los maléku, tises y katapas. En el siglo xvi los españoles penetraron en el Valle Central desde Guanacaste, tomando el control del Reino Huetar de Occidente. 
Los autóctonos que sobrevivieron a las epidemias y la conquista fueron trasladados a pueblos de indios donde eran encomendados y explotados por los españoles. En 1574 establecieron el "Pueblo de indios de Santa Catalina" en lo que hoy es San Mateo; y en 1569 crearon el pueblo de indios de Barva". No obstante, los clanes al norte de la cordillera Volcánica Central resistieron cuatro siglos más, manteniéndose libres, en lo que los españoles hasta 1821 llamaron "las llanuras de Tierra Adentro de los Indios Bravos".
La primera vez que se utilizó oficialmente el nombre Alajuela fue en el año 1657. Se cita en el testamento de Juana de Vera y Sotomayor, quien tenía "una estancia en el río de La Lajuela con 400 yeguas y un burro, 200 reses vacunas y 30 y tantas bestias mulares". Esta fue la primera propiedad registrada en la provincia de Alajuela.
El pueblo fue fundado en 1782, cuando el Obispo de Nicaragua, Nicoya y Costa Rica, Esteban Lorenzo de Tristán, abrió un oratorio en "el caserío de La Alajuela", entre los ríos Ciruelas y Alajuela, donde también estableció un cuadrante para que los campesinos se agruparan. De esta manera, las autoridades españolas fundaron Alajuela el 12 de octubre de 1782.
En 1777 las familias que habitaban la zona debían trasladarse a Villa Vieja de Heredia, lo cual no era apto en la época, por lo que se levantó una iglesia propuesta por el cura párroco Manuel López del Corral, la misma fue autorizada por el Obispo Esteban Tristán. En 1790 se estableció la parroquia.

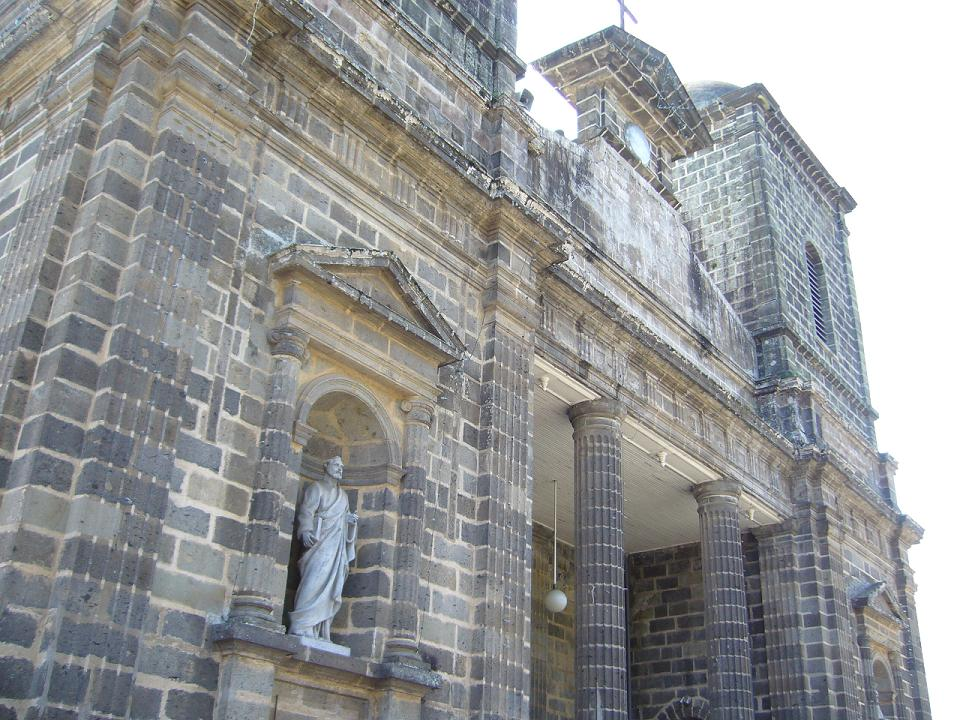
Parroquia de Palmares.

Al aumentar la población de mestizos en Cartago, en un contexto de acaparamiento de la tierra, estos buscaron futuro en el deshabitado Valle Central Occidental. Así se fundaron a principios del siglo xviii los pueblos de Heredia (1706) y San José (1736). Posteriormente, en estos pueblos también aumentó la población y las tierras fueron apropiadas, por lo que los campesinos sin tierra se vieron obligados a aceptar el estatus de arrendatario o jornalero, o salir a colonizar tierras más hacia el oeste del Valle Central. Por este motivo se fundaron a finales del siglo xviii los pueblos de Alajuela (1782) y Escazú (1793). Eventualmente ocurrió lo mismo en Alajuela, los campesinos sin tierra, en aumento, buscaron un mejor futuro en la frontera agraria del Valle Central, colonizando Atenas (1836), San Ramón (1854) y Grecia (1856). Este proceso continuará hasta poblar Naranjo, Zarcero, Quesada y el resto de la Provincia de Alajuela.
El 16 de febrero de 1921 el Papa Benedicto XV emitió la bula "Praedecessorum", mediante la cual constituía a la República de Costa Rica, eclesiásticamente, en "Provincia Eclesiástica". Esta provincia Eclesiástica iba a estar integrada por una Arquidiócesis, la Diócesis de Alajuela y el Vicariato Apostólico de Limón.

## Geografía

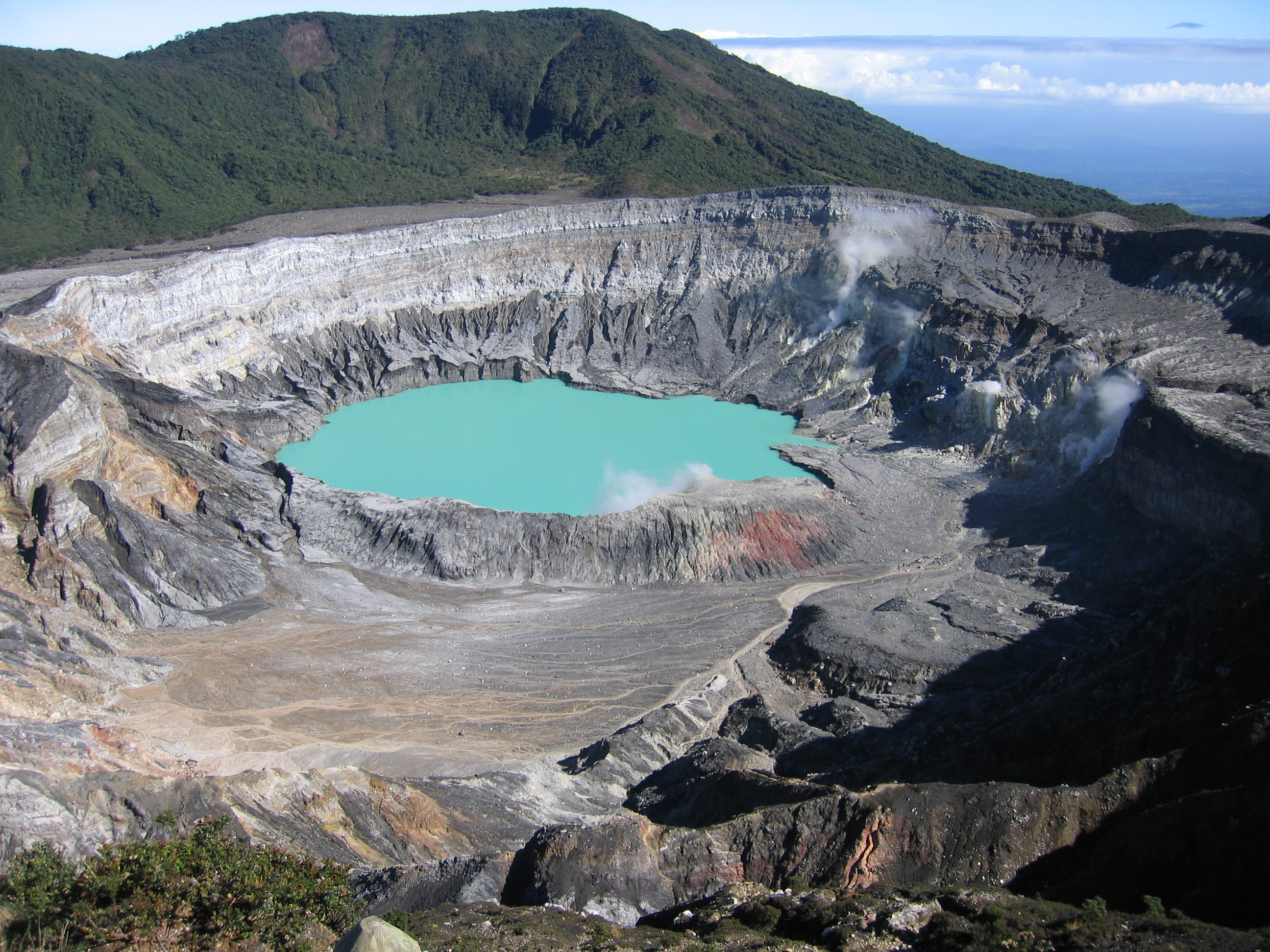
Parque nacional Volcán Poás en la Provincia de Alajuela.

Ubicada en el noroeste de Costa Rica, la provincia de Alajuela posee una variada orografía, conformada por las cordilleras de Guanacaste y Tilarán en el oeste, la sección occidental del Valle Central en el sureste, y las vastas y fértiles llanuras de Los Guatusos y San Carlos hacia el norte y este. Una sección de la provincia se extiende por la vertiente pacífica de la cordillera Volcánica Central, ocupando parte del Valle Central, y terminando en una pequeña llanura litoral situada entre los tramos finales de los ríos Grande de Tárcoles y Jesús María, donde se ubican los llanos de San Mateo y Orotina.
En la cordillera de Guanacaste, los volcanes Rincón de la Vieja (1907 m), Miravalles (2028 m) y Tenorio (1916 m) delimitan la frontera con la provincia de Guanacaste. Dentro de la provincia se encuentran dos de los volcanes más representativos del país, ambos activos: el volcán Arenal (1633 m), un imponente estratovolcán de forma cónica casi perfecta, ubicado en el distrito de La Fortuna, cantón de San Carlos; y el volcán Poás (2704 m), una de las cimas más importantes de la cordillera Volcánica Central y uno de los puntos de mayor actividad volcánica del país en la actualidad. En la cordillera Central también se hallan varios volcanes inactivos: volcán Platanar (2183 m), volcán Porvenir (2267 m) y volcán Congo (2014 m).
Las llanuras del norte se han originado por sedimentación aluvial y deslizamiento desde las laderas de la cordillera Central, formando suelos de poca pendiente y gran fertilidad. Estas llanuras se encuentran irrigadas por importantes ríos como el río Frío y el río San Carlos. Cerca de la frontera con Nicaragua, a lo largo del río San Juan y en las márgenes occidentales del río San Carlos, se levantan pequeños cerros y conos de origen volcánico, como Níspero (339 m), Cavallón (237 m), Los Perdidos (1019, 1330 y 1370 m), Pocosol (789 m), entre otros.
Los cantones de Los Chiles y Upala limitan al norte con Nicaragua (Departamento de Rivas y Departamento de Río San Juan), al este con Heredia, al sur con San José, al oeste con la Provincia de Guanacaste y al suroeste con la Provincia de Puntarenas. El cantón de San Carlos posee una superficie de 3347,98 km², lo que lo hace más extenso que las provincias de Heredia y Cartago, y el de mayor superficie del país. San Carlos posee el 34.32 % del territorio de la provincia y el 6.55 % del territorio nacional.

### Ríos
Los principales ríos de la provincia de Alajuela se agrupan en dos vertientes. A la vertiente del océano Pacífico pertenecen la cuenca del río Grande de Tárcoles, que recibe las aguas del río Colorado, que es unión del río Cajón y el río Cacao, y el río Virilla, que desagua gran parte de las aguas del Valle Central occidental; y el río Jesús María, que desciende de los montes del Aguacate.
Las llanuras del norte son irrigadas por ríos que nacen de la cordillera Volcánica Central y desembocan en el río San Juan o el lago de Nicaragua. Las más importantes son las cuencas del río San Carlos, el río Frío, el río Tres Amigos, río Aguas Zarcas, río San Lorenzo, río Peñas Blancas, río Arenal, río Celeste y río Cuarto.

## Clima
La parte de la provincia que se encuentra dentro del Valle Central presenta climatología mixta, influenciada por condiciones meteorológicas del Pacífico y el Caribe: de sequía en el sector del Atenas, Orotina y San Mateo; clima tropical seco de altura hacia el norte de la ciudad de Alajuela, en sitios como Bajos del Toro y Fraijanes; y clima tropical de meseta central en el resto de la región. En la ciudad de Alajuela, las temperaturas oscilan entre los 18 °C y 30 °C todo el año, a excepción de los meses de verano (enero a abril) cuando las temperaturas suelen subir considerablemente y oscilan los 20 °C y 32 °C. El promedio de lluvia oscila entre 1950 y 2820 mm.
Las llanuras del norte de la provincia presentan un clima más caliente, con temperaturas que oscilan los 22 °C y 32 °C todo el año. Esta región posee el régimen de precipitación del Caribe, lluvioso todo el año con disminución de las lluvias en febrero, marzo y octubre. Presenta un clima tropical húmedo, típico ecuatorial desplazado, en el cual ningún mes posee una temperatura menor a 22 °C, sin presentar pluviometrías mensuales menores a 75 mm. La región norte ve su clima modificado por influencia de las montañas al sureste y oeste, y el lago de Nicaragua al norte, estableciendo algunas subregiones climáticas. La precipitación varía entre 2722 hasta 3900 mm.
Las temperaturas extremas registradas en la provincia de Alajuela son de 2,6 °C y 39,2 °C.

## División administrativa

Cantones de Alajuela

La provincia de Alajuela está dividida en 16 cantones y 116 distritos.
| Cantón     | Cabecera     | Distritos |
| Alajuela   | Alajuela     | Alajuela, San José, Carrizal, San Antonio, Guácima, San Isidro, Sabanilla, San Rafael, Río Segundo, Desamparados, Turrúcares, Tambor, La Garita, Sarapiquí   |
| San Ramón  | San Ramón    | San Ramón, Santiago, San Juan, Piedades Norte, Piedades Sur, San Rafael, San Isidro, Ángeles, Alfaro, Volio, Concepción, Zapotal, Peñas Blancas, San Lorenzo |
| Grecia     | Grecia       | Grecia, San Isidro, San José, San Roque, Tacares, Puente de Piedra, Bolívar                                                                                  |
| San Mateo  | San Mateo    | San Mateo, Desmonte, Jesús María, Labrador |
| Atenas     | Atenas       | Atenas, Jesús, Mercedes, San Isidro, Concepción, San José, Santa Eulalia, Escobal                                                                            |
| Naranjo    | Naranjo      | Naranjo, San Miguel, San José, Cirrí Sur, San Jerónimo, San Juan, El Rosario, Palmitos                                                                       |
| Palmares   | Palmares     | Palmares, Zaragoza, Buenos Aires, Santiago, Candelaria, Esquipulas, La Granja                                                                                |
| Poás       | San Pedro    | San Pedro, San Juan, San Rafael, Carrillos, Sabana Redonda                                                                                                   |
| Orotina    | Orotina      | Orotina, El Mastate, Hacienda Vieja, Coyolar, La Ceiba |
| San Carlos | Quesada      | Quesada, Florencia, Buenavista, Aguas Zarcas, Venecia, Pital, La Fortuna, La Tigra, La Palmera, Venado, Cutris, Monterrey, Pocosol                           |
| Zarcero    | Zarcero      | Zarcero, Laguna, Tapesco, Palmira, Guadalupe, Zapote, Brisas                                                                                                 |
| Sarchí     | Sarchí Norte | Sarchí Norte, Sarchí Sur, Toro Amarillo, San Pedro, Rodríguez                                                                                                |
| Upala      | Upala        | Upala, Aguas Claras, San José, Bijagua, Delicias, Dos Ríos, Yolillal, Canalete                                                                               |
| Los Chiles | Los Chiles   | Los Chiles, Caño Negro, El Amparo, San Jorge |
| Guatuso    | San Rafael   | San Rafael, Buenavista, Cote, Katira |
| Río Cuarto | Río Cuarto   | Río Cuarto, Santa Isabel, Santa Rita |

## Economía

### Agropecuaria
La Provincia de Alajuela ocupa el primer lugar nacional en la producción de café y azúcar de caña. Produce además granos básicos (arroz, frijoles, maíz), frutas, legumbres, tubérculos y hortalizas, una de las principales zonas ganaderas del país especialmente a través de la producción del cantón de San Carlos. Además en la provincia se asientan las plantas procesadoras de leche de la Cooperativa de Productores de Leche Dos Pinos. 
La empresa Starbucks posee su única finca cafetalera, llamada Hacienda Alsacia, en el distrito de Sabanilla del cantón de Alajuela.

### Industrial
Además en la zona alrededor de la ciudad de Alajuela se ha asentado gran cantidad de industrias de exportación. En Alajuela operan las zonas francas de El Coyol, Saret, Montecillos, Bes y otras. 

### Turismo
El aeropuerto principal del país, Aeropuerto Internacional Juan Santamaría se ubica en la provincia, también dos de los centros turísticos más importantes del país, el Parque nacional Volcán Poás y el Parque nacional Volcán Arenal, el cual posee en sus faldas al pueblo de La Fortuna, que posee amplia infraestructura turística.

## Transporte

### Aéreo
El Aeropuerto Internacional Juan Santamaría, el principal del país y segundo más transitado de América Central, se ubica en esta provincia. Hay aeródromos en La Fortuna, Los Chiles y Upala.
Este aeropuerto fue inaugurado en 1958 su nombre fue  El coco y a partir de 1972 adquirió el nombre de Juan Santamaria  en honor al héroe nacional.

### Ferrocarril
La ciudad de Alajuela está conectada por ferrocarril con la ciudad de San José, formando parte del sistema ferroviario del Valle Central. Varias infraestructuras asociadas al antiguo Ferrocarril al Pacífico han sido declaradas monumentos nacionales, entre ellas las estaciones ubicadas en Orotina y Atenas, así como el puente sobre el río Grande de Atenas, por su valor histórico y patrimonial.

### Autobús
La ciudad de Alajuela cuenta con servicios de autobuses con varias rutas que recorren toda la provincia y con conexión con el resto del país.

## Turismo

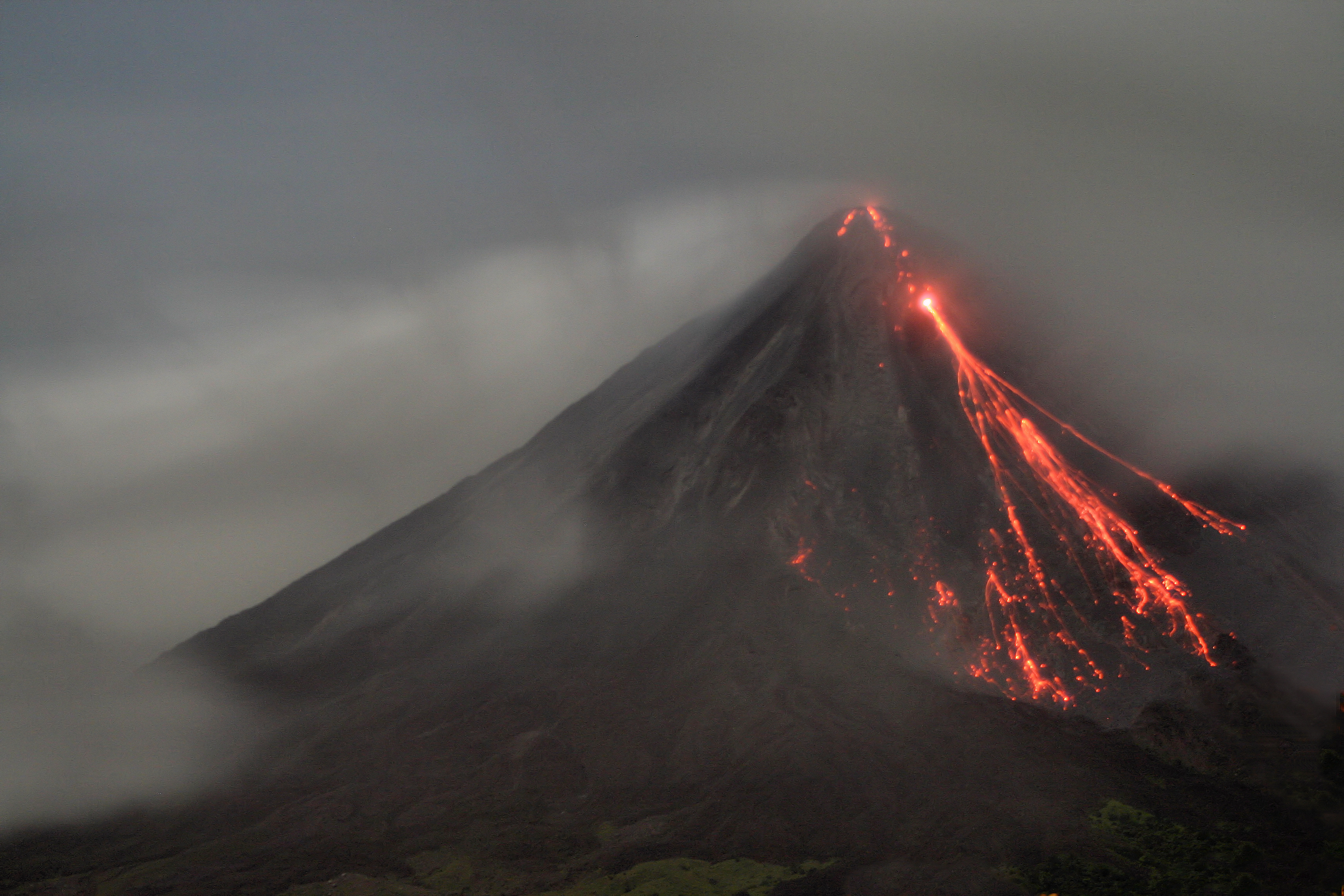
El Volcán Arenal en San Carlos estuvo activo desde 1968 hasta el 2010.

En la Provincia de Alajuela existen varios parques nacionales (Volcán Poás, Volcán Arenal, Volcán Tenorio, Volcán Rincón de la Vieja, Juan Castro Blanco y otros), una reserva nacional de fauna silvestre (Caño Negro), cinco zonas protectoras y varias reservas forestales. Al oeste de Naranjo se asienta el Cerro del Espíritu Santo donde se encuentran ruinas de una construcción católica al Cristo Rey.
También en la provincia se ubica el Rescate Wildlife Rescue Center (antes Rescate Animal Zoo Ave) y el Museo Histórico Cultural Juan Santamaría, el único museo del país especializado en el tema de la Campaña Nacional de 1856-1857, el cual además exhibe obras de arte y artesanías producidas localmente. Se encuentra instalado en el antiguo Cuartel de Armas de la ciudad de Alajuela, edificio de interés histórico y patrimonial nacional, construido durante el gobierno del general Tomás Guardia Gutiérrez.
Otras ciudades frecuentemente visitadas en Alajuela son Zarcero, conocido por su parque, donde se pueden observar esculturas de ciprés, obras de Evangelista Blanco Brenes, y Sarchí, sitio de fabricación de carretas de bueyes típicas y artesanía.
Algunas de las fiestas patronales y celebraciones de la provincia de Alajuela son las Fiestas Cívicas de Palmares (en enero), la Exposición Ganadera de San Carlos (abril) y El Festival de los Mangos en la ciudad de Alajuela, que es conocida como "La Ciudad de los Mangos" (en junio).
Alajuela cuenta con una gran cantidad de lugares de interés:
| Sitios turísticos de Alajuela |
| --- |
| - Sarchí es reconocido por sus tradicionales carretas típicas decoradas de vivos colores. La carreta es símbolo nacional de Costa Rica y patrimonio de la Humanidad. - El parque Evangelista Blanco de Zarcero es famoso por sus topiarios y la iglesia de San Rafael. - La Iglesia Nuestra Señora de las Mercedes en Grecia, de estilo gótico, está forjada en hierro y es patrimonio nacional. - La catarata del Toro, con una caída de 90 m, posee gran belleza escénica. Se ubica en Río Cuarto. - El Jardín Botánico Else Kientzler, en Sarchí Norte, posee alrededor de 2000 especies de plantas en un área de 7 ha. - La reserva indígena Maléku es hogar de uno de los 8 grupos indígenas de Costa Rica. Los maléku conservan gran parte de su cultura, incluyendo su propio idioma. - La Fortuna, al pie del volcán Arenal, es uno de los destinos turísticos más famosos de Costa Rica. La ciudad cuenta con numerosos hoteles, reservas naturales, restaurantes, sitios de aguas termales y lugares para practicar deportes extremos como canopy o canotaje. - En la zona del volcán Poás destaca por sus escenarios paisajísticos, con numerosas lecherías, restaurantes y sitios para adquirir artesanías y productos locales. - El centro histórico de la ciudad de Alajuela cuenta con numerosos atractivos, como el Parque General Tomás Guardia, el Museo Histórico Cultural Juan Santamaría o la Catedral de Alajuela. |

## Personas destacadas
- Gregorio José Ramírez (1796-1823): político y militar.
- José María Alfaro Zamora (1799-1856): Jefe de Estado de Costa Rica (1842-1844, 1846-1847).
- Florentino Alfaro Zamora (1805-1873): político y militar.
- Juan Alfaro Ruiz; político y militar, héroe nacional.
- José María Figueroa Oreamuno (1820-1900): dibujante. Recogió la historia temprana de Costa Rica en su Álbum de Figueroa.
- Apolinar de Jesús Soto Quesada (1827-1911): Vicepresidente de Costa Rica Primer Designado (1886-1889).
- Juan Santamaría (1831-1856): Héroe Nacional.
- Manuel Rodríguez Cruz (1833-1901): maestro escultor.
- Emilia Solórzano Alfaro (1835-1914): primera dama de la República (1870-1882). Declarada Benemérita de la Patria en 1972 por su lucha en favor de la educación y los Derechos Humanos, esto último por su influencia sobre la eliminación de la pena de muerte en Costa Rica.
- León Fernández Bonilla (1840-1887): historiador, abogado, diplomático, periodista. Declarado Benemérito de la Patria en 1994.
- Bernardo Soto Alfaro (1854-1931): Presidente de Costa Rica (1885-1889).
- Anastasio Alfaro (1865-1951): zoólogo, geólogo, arqueólogo, etnólogo. Creador del Museo Nacional de Costa Rica.
- Ricardo Fernández Guardia (1867-1950): historiador, escritor, diplomático. Declarado Benemérito de la Patria en 1944.
- Alberto Manuel Brenes Mora (1870-1948): biólogo.
- Julio Acosta García (1872-1954): Presidente de Costa Rica (1920-1924).
- León Cortes Castro (1882-1946): Presidente de Costa Rica (1936-1940).
- Otilio Ulate Blanco (1891-1973): Presidente de Costa Rica (1949-1953).
- Francisco José Orlich Bolmarcich (1907-1969): Presidente de Costa Rica (1962-1966).
- Carlos Luis Fallas (1909-1966): escritor, dirigente comunista, diputado (1944-1948). Declarado Benemérito de la Patria en 1977.
- Alejandro Morera Soto (1909-1995): futbolista. Jugó con Liga Deportiva Alajuelense en Costa Rica, y con Fútbol Club Barcelona, en España.
- Rafael Lucas Rodríguez (1915-1981): biólogo.
- Luis Alberto Monge Álvarez (1925-2016): Presidente de Costa Rica (1982-1986).
- Fernando Durán Ayanegui (1939- ): escritor.
- Edgar Zúñiga (1950- ): escultor.
- Ibo Bonilla Oconitrillo (1951- ): escultor, arquitecto, matemático, diseñador gráfico, docente.
- Jorge Arroyo (1959- ): escritor.

## Galería

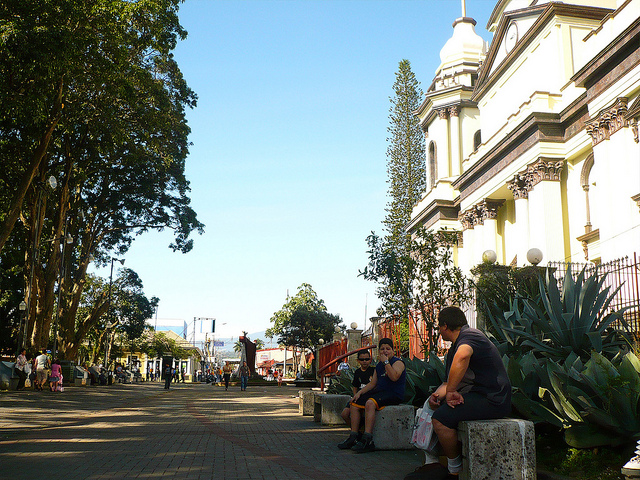
Catedral de Alajuela y el Parque Central
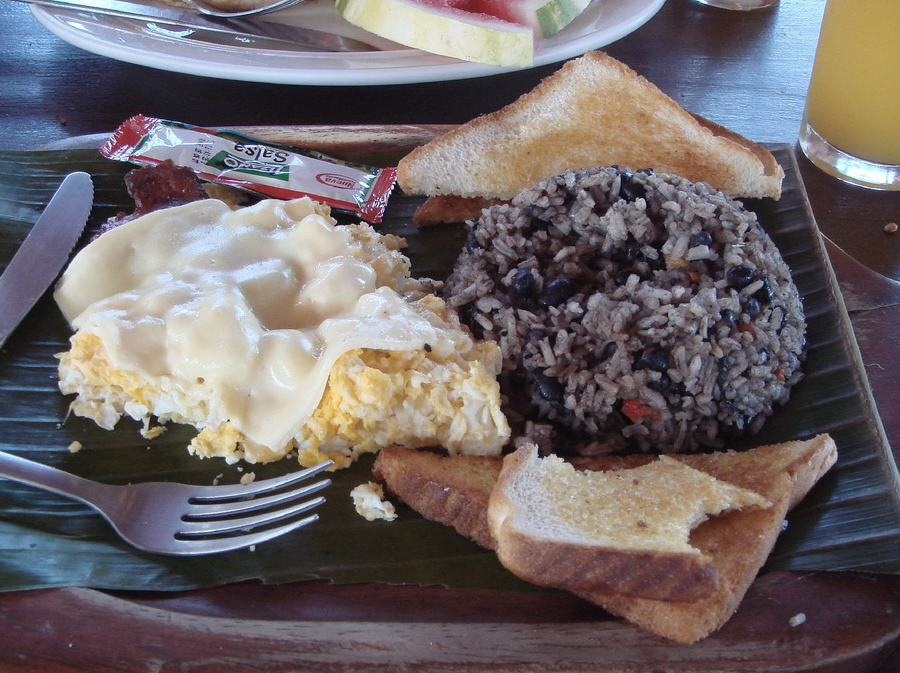
Desayuno típico con arroz y frijoles.
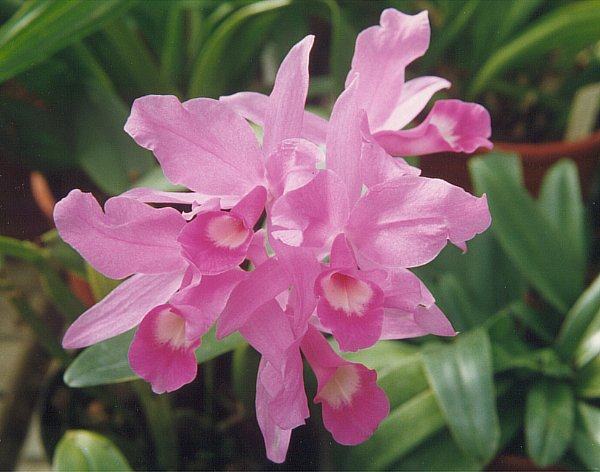
Guaria morada
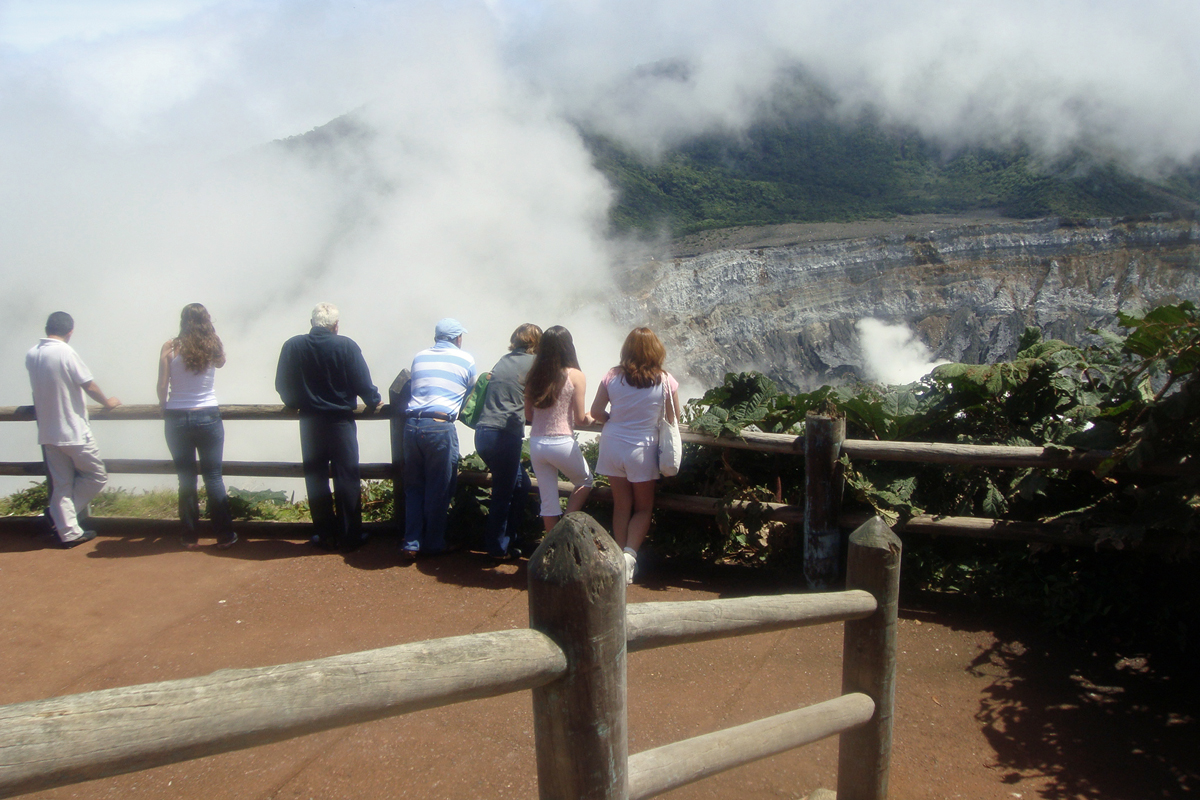
Turistas en el Volcán Poás
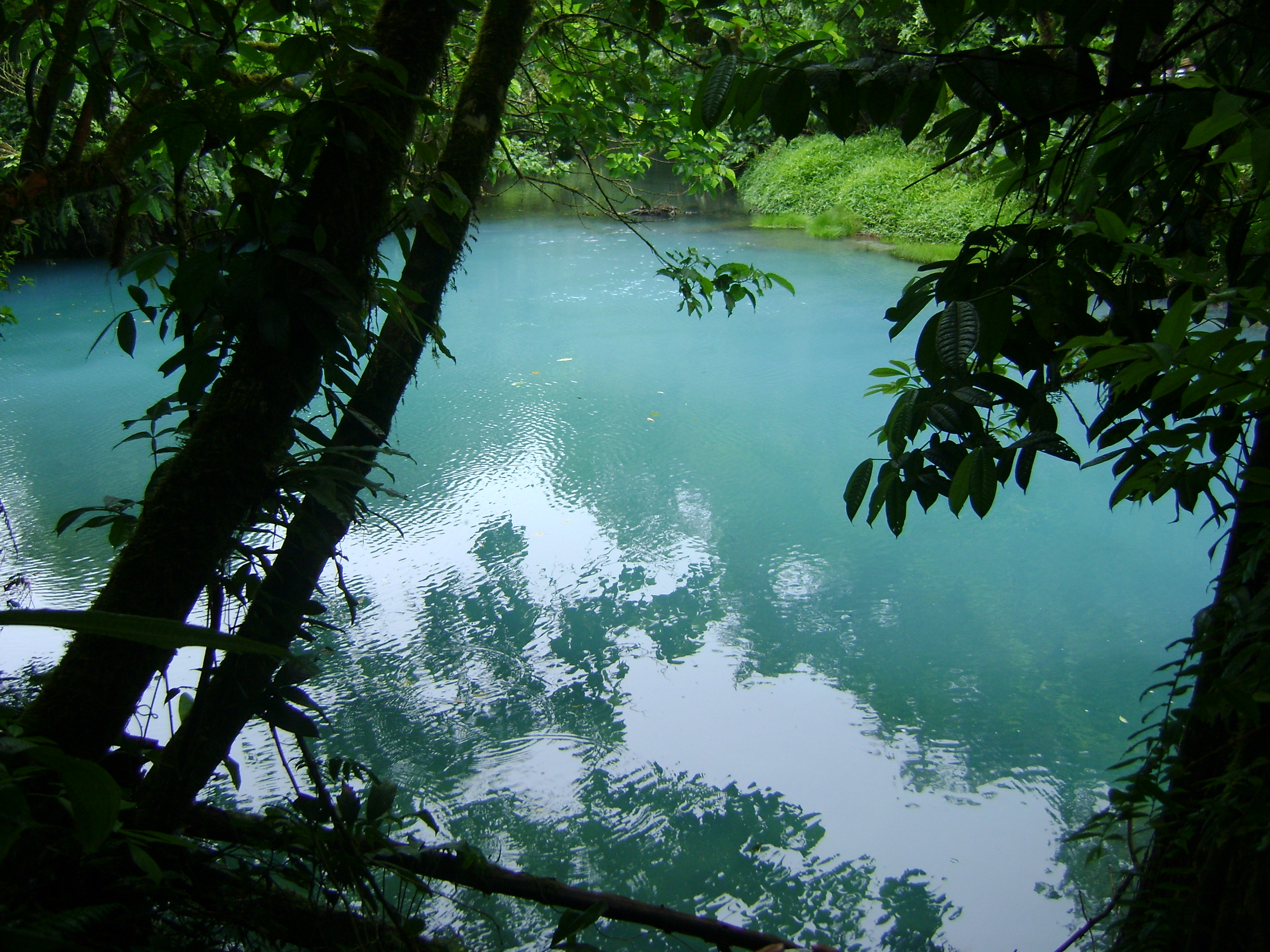
Río Celeste en Guatuso
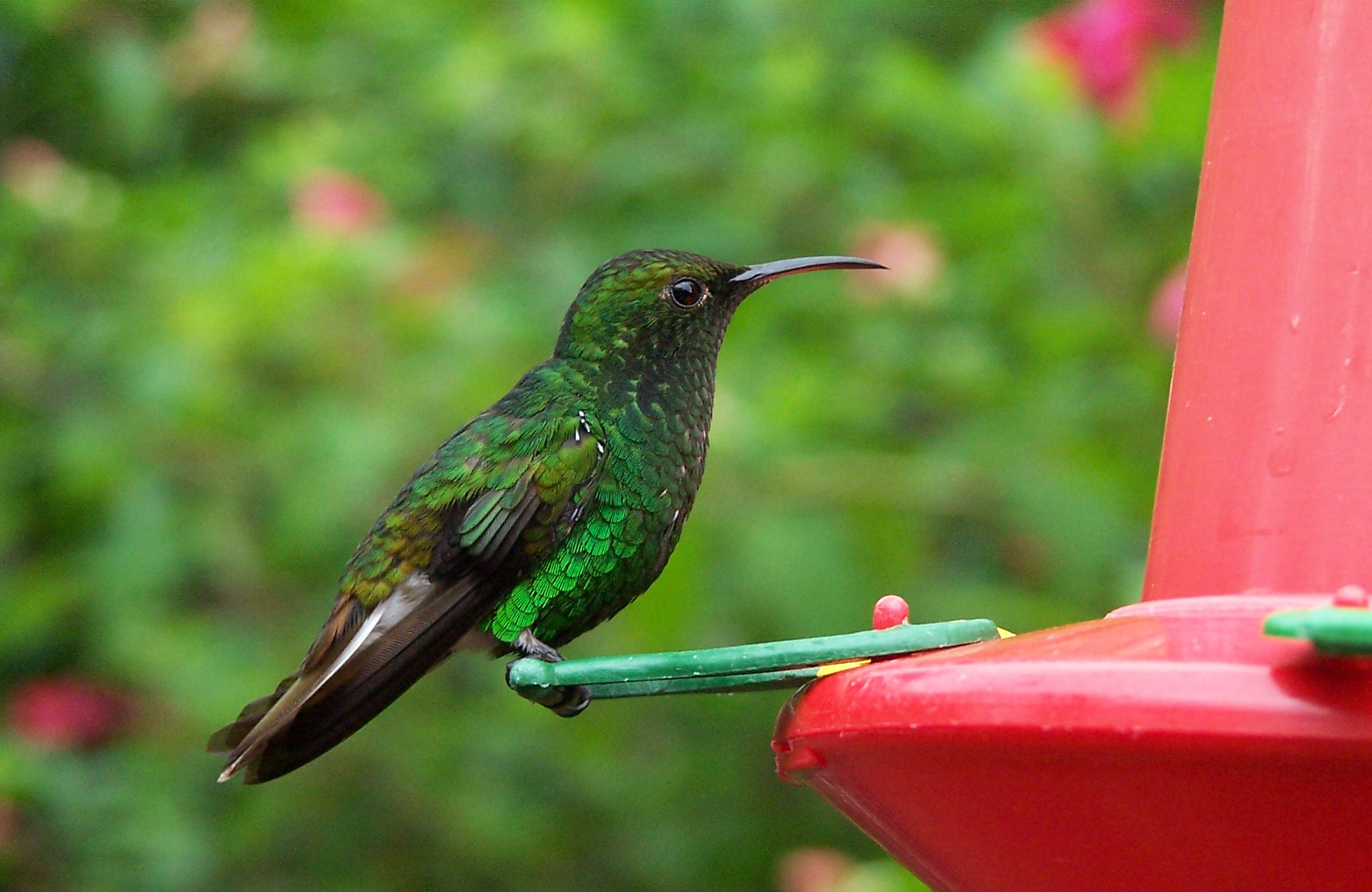
Colibrí en San Carlos
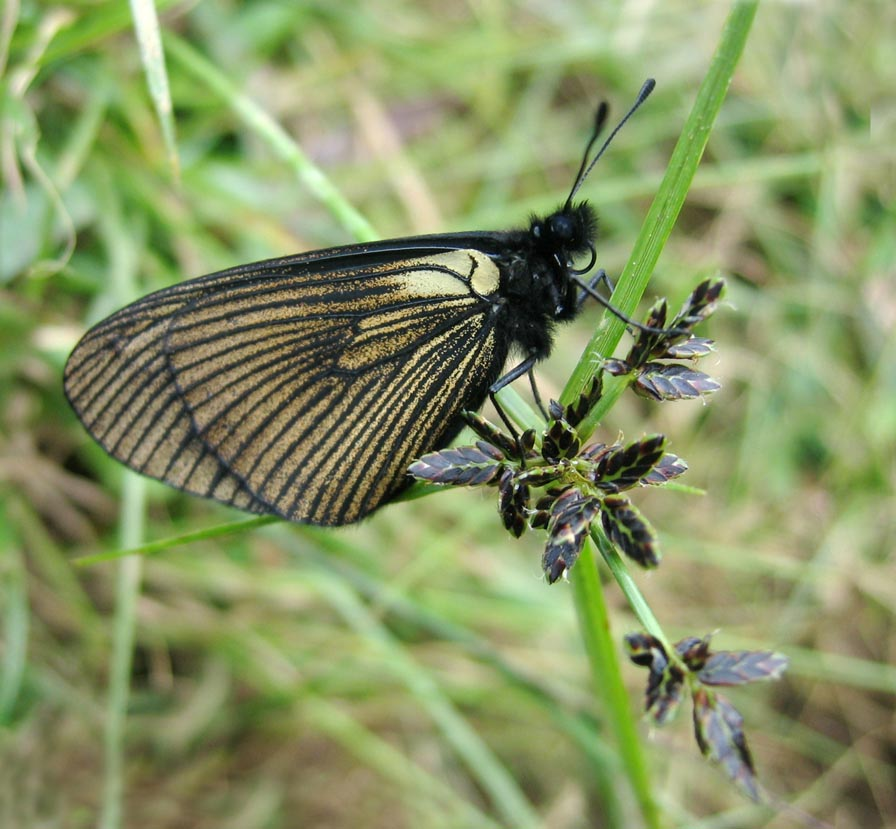
Mariposa en verano
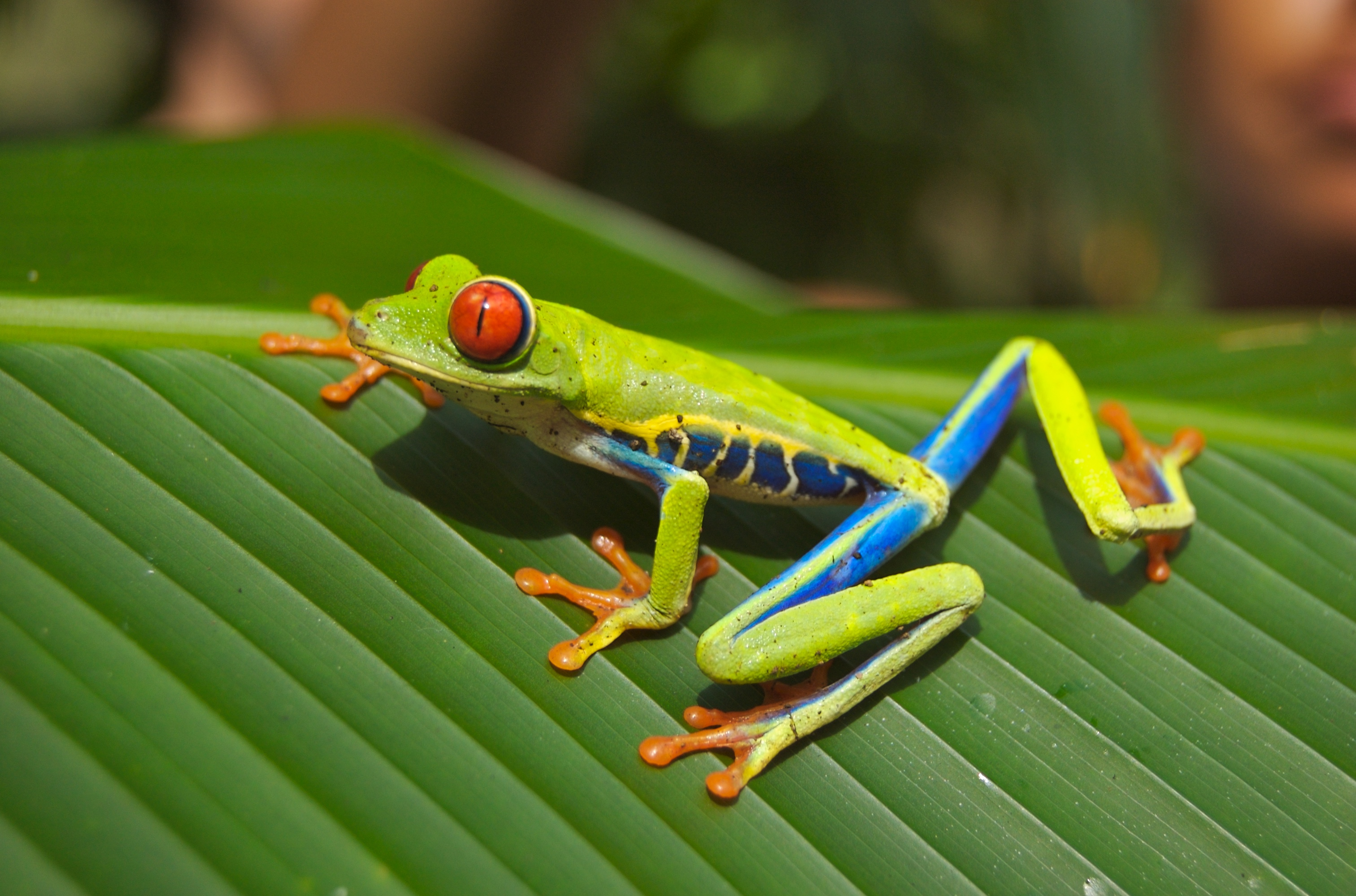
Rana verde de ojos rojos